# Intervento (periodico)
Intervento è stata una rivista di politica e cultura fondata da Giovanni Volpe e diretta prima da Fausto Gianfranceschi e in seguito da Francesco Grisi e Marcello Veneziani e pubblicata a Roma con periodicità bimestrale a partire dal 1972; trimestrale a partire dal n. 85 del 1988. Cessò le pubblicazioni agli inizi degli anni Novanta.

## Storia
La rivista, orientata principalmente su posizioni di destra, ebbe nel comitato direttivo Armando Plebe, Giovanni Volpe, Bernard George, Roland Laudenbach, Armin Mohler e Adolfo Munoz Alonso.
Tra i collaboratori vi furono anche personalità non riconducibili, almeno fino a quel momento, al mondo della destra come il politologo Domenico Fisichella e Sergio Ricossa.
Altri nomi legati alla rivista furono quelli di Carlo Curcio, Augusto Del Noce, Franco Valsecchi, Giampiero Pellegrini, Giano Accame, Jean Anouilh, Sigfrido Bartolini, Emilio Bussi, Salvatore Cappelli, Alfredo Cattabiani, Jean Cau, Gianfranco de Turris, Julius Evola, Furio Fasolo, Mario Gandini, Wolfango Giusti, Vintilă Horia, Orsola Nemi, Ettore Paratore, Rosario Romeo, Giuseppe Sermonti.